# Mario Cipollini
Pour les articles homonymes, voir Cipollini.
Mario Cipollini est un coureur cycliste italien né le 22 mars 1967 à Lucques (Toscane).
Spécialiste des sprints, il se distingue en remportant de nombreuses étapes sur les trois grands tours, détenant notamment le record de victoires sur le Tour d'Italie (42). Il remporte également plusieurs courses d'un jour prestigieuses, en particulier Milan-San Remo, Gand-Wevelgem — à trois reprises — et le championnat du monde, en 2002. Son frère Cesare fut également cycliste professionnel.

## Biographie

### 1989-1991: l'apprentissage chez Del Tongo
Mario Cipollini est né dans une famille de cyclistes. Son père Vivaldo fut un très bon coureur amateur jusqu'à ce qu'un très grave accident ruine sa carrière prometteuse. Alors qu'il est enfant, sa famille sillonne les routes d’Italie avec sa sœur Tiziana qui compte parmi les premières féminines italiennes et surtout son frère Cesare qui écrase les jeunes catégories au point de représenter l'Italie aux Jeux olympiques en 1976 à l'âge de 17 ans alors qu'il est encore junior. Son frère sera professionnel durant les années 1980 mais, refusant de se doper, il ne confirmera jamais les espoirs placés en lui et finira sa carrière en équipier de son jeune frère. Mario Cipolini passe professionnel en 1989 dans l'équipe Del Tongo, où évolue son frère aîné, Cesare. Mario Cipollini s'impose dès sa première saison, sur trois étapes consécutives du Tour des Pouilles, avant de remporter sa première victoire d'étape sur le Tour d'Italie. En trois saisons dans cette équipe, il remporte 6 étapes du Tour d'Italie et plusieurs courses d'un jour.

### 1992-1995: la confirmation chez MG-Bianchi puis Mercatone Uno
Au cours des quatre années qui suivent, Cipollini remporte à nouveau plusieurs étapes du Tour d'Italie, mais aussi trois étapes du Tour de France, en 1993 et 1995. Il s'adjuge le classement par points du Tour d'Italie en 1992, et porte le maillot jaune du Tour de France en 1993. Il s'affirme aussi comme un coureur de classiques en remportant deux fois Gand-Wevelgem, et le Grand Prix E3.
En 1995, Cipollini remporte dès le mois de février trois étapes consécutives du Tour méditerranéen, ainsi que le Trofeo Luis Puig et deux étapes du Tour de la Communauté valencienne.

### 1996-2001: chez Saeco, Cipollini au sommet

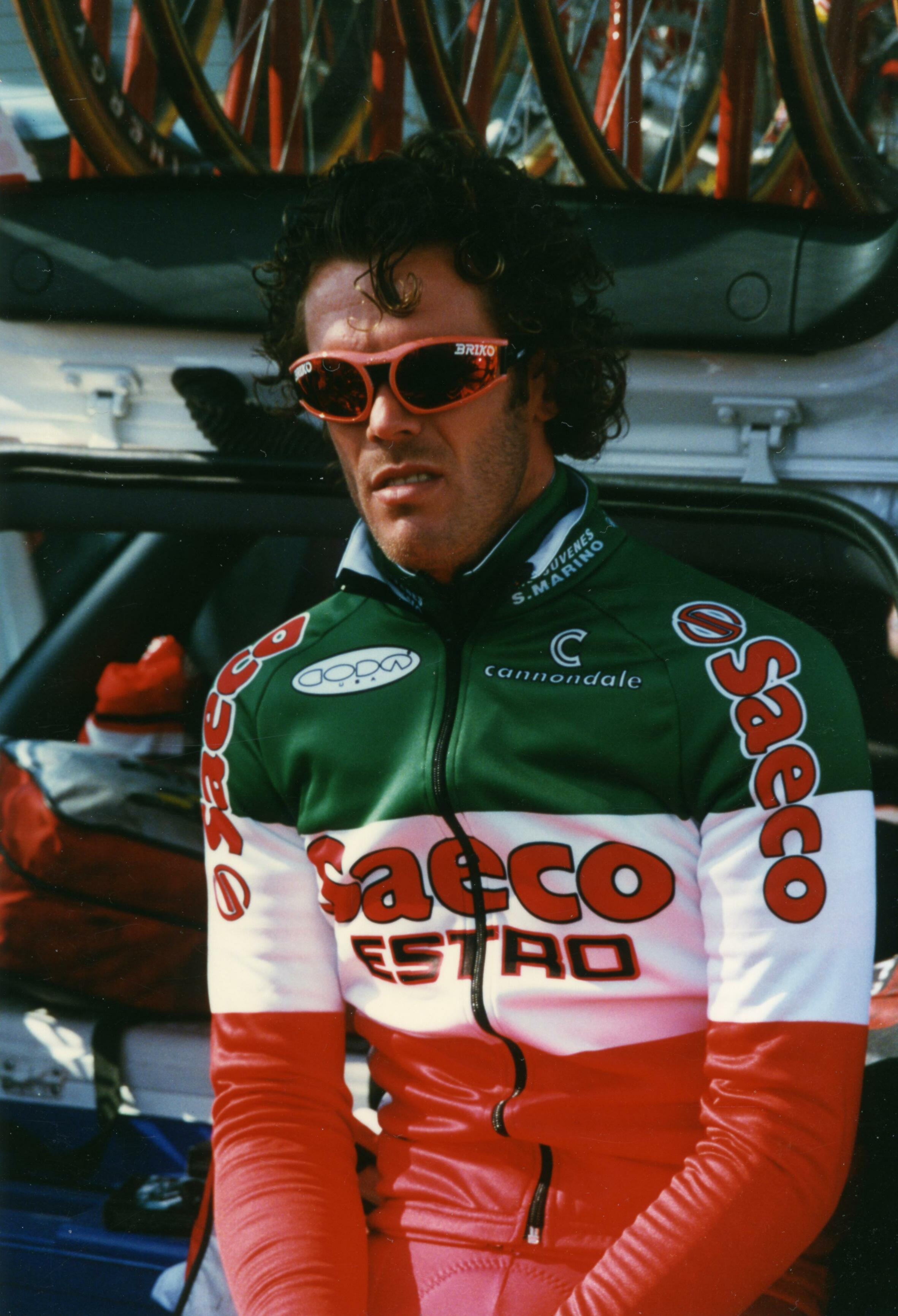
Mario Cipollini lors du Paris-Nice 1997

Au cours des six saisons qu'il passe dans l'équipe Saeco, Cipollini perfectionne la technique de sprint révolutionnaire dont il est le précurseur. Il est ainsi le premier à bénéficier d'une équipe entière à son service, et à utiliser un véritable train d'équipiers pour le mener jusqu'au sprint final. Cette technique ne fut rendue possible que par sa capacité à soutenir le rythme très rapide imposé par ses équipiers jusqu'à l'arrivée. En contrepartie, et de son propre aveu, il ne possédait pas les capacités des autres sprinters à "frotter" et remonter des adversaires lors du sprint.
Cette technique lui permet de remporter chaque année 4 ou 5 des étapes peu escarpées du Tour d'Italie, atteignant 34 victoires d'étapes sur cette course en 2001, et un deuxième classement par points, en 1997. Il gagne également 9 nouvelles étapes du Tour de France, dont 4 d'affilée en 1999. Il ne termine cependant jamais cette course, l'abandonnant systématiquement lors des premières étapes montagneuses, ce qui le rend impopulaire en France[réf. souhaitée].
Cipollini devient champion d'Italie en 1996.

### 2002-2005: l'apothéose et la fin de carrière

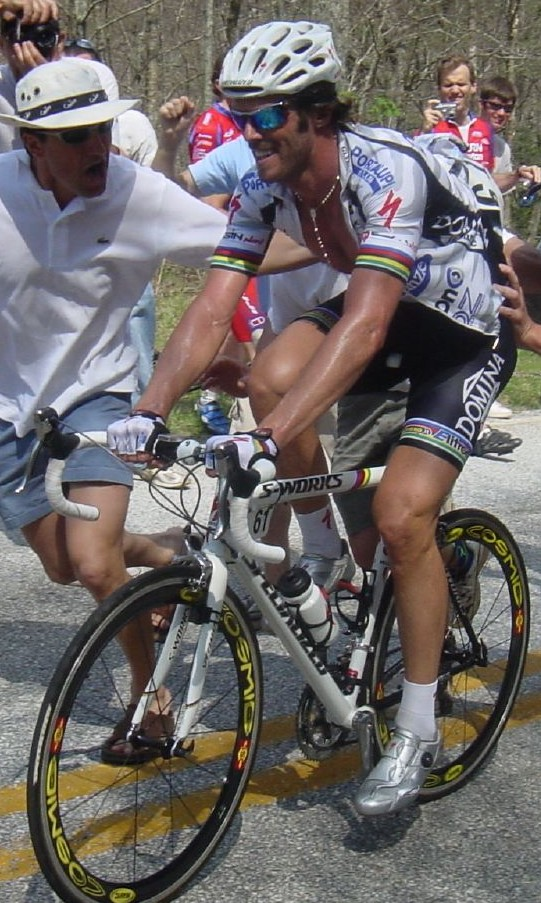
Cipollini sur le Tour de Géorgie 2004.

Alors que Cipollini, à 35 ans, semble sur le déclin, il réalise une saison 2002 exceptionnelle. Vainqueur pour la première fois de Milan-San Remo en mars, il gagne peu après Gand-Wevelgem pour la troisième fois, dix ans après la première, et son troisième classement par points du Tour d'Italie grâce à 6 victoires d'étapes. Il s'approche ainsi à une longueur du record de victoires d'étapes établi par Alfredo Binda avant guerre. À l'été, sa nouvelle équipe, Acqua & Sapone, n'est pas sélectionnée pour le Tour de France. Dépité, Cipollini annonce sa retraite, mais revient sur sa décision : à l'automne, il participe au Tour d'Espagne, dont il remporte trois étapes — lui qui n'avait jamais remporté d'étapes sur la Vuelta — et gagne pour la première fois le titre de Champion du monde cycliste professionnel sur route. Cette saison hors du commun lui vaut les plus prestigieuses distinctions de fin de saison : le Vélo d'or et le Mendrisio d'or.
En 2003, Cipollini gagne deux nouvelles étapes du Tour d'Italie, portant son total à 42, battant ainsi le record deBinda. Son équipe, Domina Vacanze, n'est pas retenue pour le Tour de France. La direction du Tour justifie son choix par l'âge et le début de saison décevant de Cipollini, ainsi que la volonté de « donner un petit coup de pouce au cyclisme français ». Après avoir rejoint l'équipe italienne Liquigas en 2005, Cipo se déclare prêt à remporter sa 188e victoire, et se fixe pour objectifs Milan-San Remo, Gand-Wevelgem et le Tour d'Italie. Il remporte deux dernières victoires :  l'une au Tour du Qatar, devant Tom Boonen, et la dernière dans le Tour de la province de Lucques, devant Alessandro Petacchi. Mais le 26 avril 2005, à 38 ans, il annonce son départ à la retraite treize jours avant le coup d'envoi du Tour d'Italie 2005, après 17 saisons professionnelles et fort de 189 victoires. Il est invité par les organisateurs de la course à faire ses adieux en courant le prologue cinq minutes avant les concurrents officiels.

### 2008: retour avorté chez Rock Racing
En 2008, il revient à la compétition, à l'âge de 40 ans. Après trois ans d'inactivité, il s'engage début janvier avec l'équipe américaine Rock Racing, afin d'apporter son expérience aux jeunes coureurs de la formation et de disputer quelques courses américaines, dont le Tour de Californie en février, où il prend la troisième place de la 2e étape. La mésentente entre Cipollini et le propriétaire de l'équipe, Michael Ball met un terme à l'aventure au cours du mois d'avril.

### 2011: sponsor et consultant
Sa carrière de coureur terminée, Cipollini ne quitte pas le monde du cyclisme. Il crée sa marque de cadres de vélo, nommé MCipollini. En 2010, il est l'équipementier de l'équipe ISD, qui prend le nom de Farnese Vini-Neri Sottoli en 2011. Il exerce la fonction de consultant pour cette équipe en 2009.

### Dopage
En février 2013, la Gazetta dello Sport rapporte que Cippolini aurait été un client du docteur Eufemiano Fuentes, qui lui aurait procuré de nombreux produits dopants. Son nom de code aurait été « Maria » et il aurait entre autres reçu 25 transfusions sanguines en 2003, du début de l'année jusqu'au Tour d'Italie en mai. L'avocat de Cipollini dément les accusations la même journée où le journal les publie, le 9 février. Le 24 juin 2013, il est annoncé que des tests effectués par l'AFLD en 2004 ont démontré l'usage d'EPO par Cipollini lors du Tour de France 1998.

### Excentricités, style de vie et démêlés judiciaires
Mario Cipollini se fit remarquer à plusieurs reprises pour ses tenues extravagantes, au cours ou en marge des courses. Il apparut ainsi vêtu de combinaisons reproduisant la musculature humaine, zébrées, tigrées ou inspirées du film Tron. Hors course, lui et son équipe se déguisèrent en Romains lors d'une journée de repos du Tour de France 1999, pour célébrer la naissance de Jules César et la quatrième victoire d'étape consécutive de Cipollini. Il arbora également une tenue entièrement jaune, et non le seul maillot, ainsi qu'un vélo assorti pour l'occasion, alors qu'il était en tête du classement général du Tour de France. Cette pratique, qui offre une visibilité médiatique supplémentaire tant pour les équipes que pour les organisateurs, est à présent largement répandue et tolérée. Cipollini fut toutefois condamné à plusieurs reprises à des amendes et tenu à l'écart du Tour de France de 2000 à 2003 pour ces frasques. Il est également exclu du Tour d'Espagne 2000 pour avoir frappé l'Espagnol Francisco Cerezo au visage. Bien qu'il soit connu comme le « patron » du peloton, ordonnant au peloton ou au gruppetto de ralentir son rythme ou d'empêcher les attaques, ses coéquipiers et ses contemporains ont également décrit des incidents dans lesquels Cipollini a agi plus comme un tyran.
Durant sa carrière, les performances sportives de Cipollini sont parfois éclipsées par ses manières et son style de vie flamboyants. Sa taille, son apparence et sa crinière lui ont valu le surnom du « Roi Lion », et il a adopté d'autres surnoms, comme « Super Mario » et « Mario le Magnifique ». Sa garde-robe se composait de centaines de costumes, cravates et chaussures, dont beaucoup qu'il n'a jamais portés. En 2002, il est arrêté en train de s'entraîner derrière une moto sur une autoroute italienne. Il explique alors que c'est le seul endroit où il peut atteindre sa vitesse de pointe en toute sécurité pour s'entraîner. Il répond ensuite aux critiques en affirmant que la médiatisation de l'affaire avait généré une couverture pour ses sponsors et que tout cela faisait partie de son sens du spectacle.
Il épouse Sabrina Landucci en 1993. Le couple se sépare en 2005. Bien qu'il ait été marié pendant une grande partie de sa carrière, Cipollini était considéré comme un sex-symbol et la rumeur disait qu'il était un coureur de jupons. Il n'a pas fait grand-chose pour dissiper ces notions avec des commentaires tels que « Si je n'étais pas un cycliste professionnel, je serais une star du porno ». Le livre de Daniel Coyle, « Lance Armstrong's War », raconte que l'image qu'il donnait en public n'était guère plus qu'un leurre. L'intention était que les concurrents se retrouvent distraits par la couverture médiatique constante de Cipollini et démoralisés par l'impression qu'il pourrait faire la fête toute la nuit et les battre le lendemain matin. Après une série d'incidents entre 2016 et 2017, son ex-femme Sabrina Landucci l'accuse de violence conjugale, de harcèlement et de menaces. Il a également menacé le nouveau partenaire de Landucci, l'ancien footballeur Silvio Giusti. En octobre 2022, il est condamné à trois ans de prison pour ces faits.
Malgré cette image publique bruyante, Cipollini pouvait souvent être assez humble vis-à-vis de ses collègues cyclistes. Après avoir battu le record d'Alfredo Binda du nombre de victoires d'étape du Giro, il  fait remarquer qu'il aurait été simplement heureux de « polir les chaussures [de Binda] ». Réagissant à la mort de Marco Pantani en 2004, il déclare : « Je suis anéanti. C'est une tragédie aux proportions énormes pour tous ceux qui sont impliqués dans le cyclisme. Je suis à court de mots. »
En 2019, Cipollini a révélé qu'il souffrait d'une grave maladie cardiaque, subissant une opération cardiaque pendant cinq heures fin octobre pour traiter un pont myocardique.

## Palmarès, résultats et distinctions

### Palmarès sur route

#### Palmarès amateur
- 1985
  -  Champion du monde du contre-la-montre par équipes juniors (avec Davide Gallerani, Adriano Lorenzi et Maurizio Dametto)
  - 4e du championnat du monde sur route juniors
- 1987
  - Classement général du Regio-Tour
  - Ruota d'Oro
- 1988
  - Coppa Bruno Nazzi
  - Trophée de la ville de Castelfidardo
  - 2e du Gran Premio della Liberazione

### Palmarès professionnel
| - 1989 - 3e, 4e et 5e étapes du Tour des Pouilles - 12e étape du Tour d'Italie - 1990 - 3e étape des Trois Jours de La Panne - 2e et 5e étapes du Tour des Pouilles - Milan-Vignola - 13e et 20e étapes du Tour d'Italie - 1991 - 2e et 4e étapes du Tour des Pouilles - 1re et 3e étapes de l'Étoile de Bessèges - 4e et 5e étapes de la Semaine cycliste internationale - Tour de l'Etna - 2e étape des Trois Jours de La Panne - Grand Prix de l'Escaut - 3e, 7e et 21e étapes du Tour d'Italie - 2e de Gand-Wevelgem - 1992 - 1re et 3e étapes du Tour des Pouilles - 2e étape de l'Étoile de Bessèges - 1re, 2e et 4e étapes de Paris-Nice - 3e étape des Trois Jours de La Panne - Gand-Wevelgem - 1re, 3e et 7e étapes des Quatre Jours de Dunkerque - Tour d'Italie : - Classement par points - 5e, 8e, 17e et 21e étapes - 1993 - 4e et 5e étapes du Tour méditerranéen - 1re, 4e et 5e étapes de Paris-Nice - Grand Prix E3 - Gand-Wevelgem - Grand Prix de l'Escaut - Mémorial Rik Van Steenbergen - 1re et 4e étapes (contre-la-montre par équipes) du Tour de France - 10e de Milan-San Remo - 1994 - 5e et 6ea étapes du Tour méditerranéen - 1re et 6e étapes de Paris-Nice - 5e étape de la Semaine cycliste internationale - 2e de Milan-San Remo - 3e des Six jours de Grenoble (avec Silvio Martinello) - 4e de Paris-Tours - 1995 - 3e, 4e et 5e étapes du Tour méditerranéen - Monte Carlo-Alassio - Trophée Luis Puig - 4e et 5e étapes du Tour de la Communauté valencienne - 2e et 5e étapes du Tour de Romandie - 1re et 3e étapes du Tour d'Italie - 2e, 3e et 5e étapes du Tour de Catalogne - 2e et 4e étapes du Tour de France - 4e de Gand-Wevelgem - 1996 - Champion d'Italie sur route - 3e et 5e étapes du Tour d'Aragon - 4e étape du Tour méditerranéen - 2e et 5e étapes du Tour de la Communauté valencienne - 3e, 5ea et 6e étapes du Tour de Romandie - 4e, 8e, 11e et 18e étapes du Tour d'Italie - 2e et 5e étapes du Tour de Catalogne - 2e étape du Tour de France - 7e de Milan-San Remo | - 1997 - 1re et 2e étapes du Tour méditerranéen - 1re étape du Tour de la Communauté valencienne - 2e et 4e étapes du Tour d'Aragon - 2e, 3e et 5ea étapes du Tour de Romandie - Tour d'Italie : - Classement par points - 1re, 2e, 4e, 10e et 22e étapes - 1re et 2e étapes du Tour de France - 1998 - Grand Prix de la côte étrusque - 3e étape du Tour méditerranéen - 5e, 7e, 8e et 10e étapes du Tour d'Italie - 1rea, 2e, 3e et 4e étapes du Tour de Catalogne - 5e et 6e étapes du Tour de France - 1999 - Trophée Manacor - Trophée Soler - Trophée Luis Puig - 3e étape de Tirreno-Adriatico - 5e étape du Tour de Romandie - 2e, 10e, 12e et 17e étapes du Tour d'Italie - 1re et 2e étapes du Tour de Catalogne - 4e, 5e, 6e et 7e du Tour de France - 3e du Trophée Palma de Mallorca - 2000 - Grand Prix de la côte étrusque - 6e étape du Tour méditerranéen - 5ea étape du Tour de la Communauté valencienne - 1re et 5e étapes du Tour de Romandie - 4e étape du Tour d'Italie - 2001 - Tour de Syracuse - 1re et 5e étapes du Tour d'Aragon - 4e étape du Tour du Trentin - 5e étape du Tour de Romandie - Tour d'Italie : - Classement Azzurri d'Italia - 6e, 9e, 19e et 21e étapes - 2e de Milan-San Remo - 2002 - Champion du monde sur route - 2e étape du Tour méditerranéen - 7e étape de Tirreno-Adriatico - Milan-San Remo - Gand-Wevelgem - Tour d'Italie : - Classement par points - Classement Azzurri d'Italia - 1re, 3e, 9e, 15e, 18e et 20e étapes - 3e, 4e et 7e étapes du Tour d'Espagne - 9e du Tour des Flandres - 2003 - 1re et 3e étapes de Tirreno-Adriatico - 8e et 9e étapes du Tour d'Italie - 4e de Milan-San Remo - 2004 - 4e étape du Tour méditerranéen - 2e étape du Tour de Géorgie - 2005 - 4e étape du Tour du Qatar - Tour de la province de Lucques |  |

#### Par course

##### Championnats
- Championnat du monde du contre-la-montre par équipes juniors (1985)
- Championnat d'Italie sur route (1996)
- Championnat du monde sur route (2002)

##### Courses d'un jour
- Ruota d'Oro-GP Festa del Perdono (1987)
- Trophée de la ville de Castelfidardo (1988)
- Milan-Vignola (1990)
- Grand Prix de l'Escaut (1991 et 1993)
- Tour de l'Etna (1991)
- Gand-Wevelgem (1992, 1993 et 2002)
- Grand Prix E3 (1993)
- Mémorial Rik Van Steenbergen (1993)
- Trophée Luis Puig (1995 et 1999)
- Monte Carlo-Alassio (1995)
- Grand Prix de la côte étrusque (1998 et 2000)
- Trophée Manacor (1999)
- Trophée Soler (1999)
- Tour de Syracuse (2001)
- Milan-San Remo (2002)
- Tour de la province de Lucques (2005)

##### Course par étapes
- Classement général du Regio-Tour (1987)
- 42 étapes du Tour d'Italie (1989, 1990, 1991, 1992, 1995, 1996, 1997, 1998, 1999, 2000, 2001, 2002 et 2003)
- 14 étapes du Tour méditerranéen (1993, 1994, 1995, 1996, 1997, 1998, 2000, 2002 et 2004)
- 13 étapes du Tour de France (1993, 1995, 1996, 1997, 1998 et 1999), dont un contre-la-montre par équipes
- 12 étapes du Tour de Romandie (1995, 1996, 1997, 1999, 2000 et 2001)
- 11 étapes du Tour de Catalogne (1995, 1996, 1998 et 1999)
- 9 étapes du Tour des Pouilles (1989, 1990, 1991 et 1992)
- 8 étapes de Paris-Nice (1992, 1993 et 1994)
- 6 étapes du Tour de la Communauté valencienne (1995, 1996, 1997 et 2000)
- 6 étapes du Tour d'Aragon (1996, 1997 et 2001)
- 4 étapes de Tirreno-Adriatico (1999, 2002 et 2003)
- 3 étapes des Trois Jours de La Panne (1990, 1991 et 1992)
- 3 étapes de l'Étoile de Bessèges (1991 et 1992)
- 3 étapes de la Semaine cycliste internationale (1991 et 1994)
- 3 étapes des Quatre Jours de Dunkerque (1992)
- 3 étapes du Tour d'Espagne (2002)
- 1 étape du Tour du Trentin (2001)
- 1 étape du Tour de Géorgie (2004)
- 1 étape du Tour du Qatar (2005)

### Résultats sur les grands tours

#### Tour de France
8 participations
- 1992 : abandon (7e étape)
- 1993 : hors délai (11e étape), vainqueur des 1re et 4e (contre-la-montre par équipes) étapes,  maillot jaune pendant 2 jours
- 1995 : non-partant (10e étape) et vainqueur des 2e et 4e étapes
- 1996 : non-partant (5e étape) et vainqueur de la 2e étape
- 1997 : abandon (6e étape), vainqueur des 1re et 2e étapes,  maillot jaune pendant 4 jours
- 1998 : abandon (9e étape) et vainqueur des 5e et 6e étapes
- 1999 : abandon (9e étape) et vainqueur des 4e, 5e, 6e et 7e étapes
- 2004 : non-partant (6e étape)

#### Tour d'Italie
14 participations
- 1989 : non-partant (14e étape), vainqueur de la 12e étape
- 1990 : 142e, vainqueur des 13e et 20e étapes
- 1991 : 124e, vainqueur des 3e, 7e et 21e étapes
- 1992 : 126e, vainqueur des 5e, 8e, 17e et 21e étapes,  vainqueur du classement par points, du classement par équipes
- 1995 : abandon (13e étape), vainqueur des 1re et 3e étapes,  maillot rose pendant 1 jour
- 1996 : non-partant (19e étape), vainqueur des 4e, 8e, 11e et 18e étapes
- 1997 : 89e, vainqueur des 1re, 2e, 4e, 10e et 22e étapes ,  vainqueur du classement par points,  maillot rose pendant 2 jours
- 1998 : abandon (17e étape), vainqueur des 5e, 7e, 8e et 10e étapes
- 1999 : non-partant (18e étape), vainqueur des 2e, 10e, 12e et 17e étapes,  maillot rose pendant 1 jour
- 2000 : non-partant (7e étape), vainqueur de la 4e étape,  maillot rose pendant 1 jour
- 2001 : 107e, vainqueur des 6e, 9e, 19e et 21e étapes, vainqueur du classement Azzurri d'Italia
- 2002 : 100e, vainqueur des 1re, 3e, 9e, 15e, 18e et 20e étapes,  vainqueur du classement par points, du classement Azzurri d'Italia,  maillot rose pendant 1 jour
- 2003 : non-partant (12e étape), vainqueur des 8e et 9e étapes
- 2004 : non-partant (7e étape)

#### Tour d'Espagne
5 participations
- 1994 : non-partant (3e étape)
- 1997 : non-partant (2e étape)
- 2000 : exclusion (5e étape)[23]
- 2002 : abandon (8e étape), vainqueur des 3e, 4e et 7e étapes
- 2003 : abandon (2e étape)

### Palmarès sur piste

#### Six jours
- Six jours de Fiorenzuola d'Arda : 1999 (avec Andrea Collinelli)

## Distinctions
- Mémorial Gastone Nencini (révélation italienne de l'année) : 1989
- Giglio d'Oro (coureur italien de l'année) : 2002
- Vélo d'or : 2002
- Mendrisio d'or : 2002